# Sobradinho Esporte Clube
O Sobradinho Esporte Clube é um clube de futebol brasileiro, sediado em Sobradinho, no Distrito Federal. O clube foi fundado em 1 de janeiro de 1975 sob o nome de Campineira Futebol Clube.
O clube participa da Segunda Divisão do Campeonato Brasiliense de Futebol, tem três títulos do campeonato candango. Seu último título foi em 2018, quando derrotou o Brasiliense na decisão, quebrando um jejum de 31 anos. O feito garantiu ainda uma vaga na Copa do Brasil e Série D de 2019.

## História

### Antecedentes

#### Sobradinho EC (1960-1961)
O primeiro clube com o nome de Sobradinho Esporte Clube surge em 10 de março de 1960. Mandava suas partidas no Estádio Henrique Teixeira Tamm. Suas cores principais eram o amarelo ouro, branco, azul e vermelho. Sua primeira competição foi o Torneio Início da FDB. 
O clube foi fundado por um grupo de três operários de uma companhia ferroviária do bairro paulistano do Bom Retiro, que decidiram criar um time de futebol. Eram os pintores de parede Rodrigo Luiz e seu irmão Leonardo Luiz, além do trabalhador braçal Lessy e mais oito pessoas que contribuíram com dinheiro e também foram consideradas sócios-fundadores. A ideia surgiu depois de assistirem à atuação do Corinthians.[carece de fontes?]
Sua primeira partida oficial aconteceu em 4 de setembro de 1960. Disputou a segunda divisão distrital de 1960 (sendo o campeão) e o Campeonato Brasiliense de 1961, sendo marcado por diversas goleadas durante a sua história, sendo uma goleada de 11x0 para a Associação Esportiva Edilson Mota e 6x0 para o Clube de Regatas Guará.

#### Campineira (1975-1978)

Escudo do Campineira

O Campineira Futebol Clube surge em 1 de janeiro de 1975, através de um funcionário da Distribuidora Campineira de Doces, na Quadra 514 da W3 Sul, e outros empresários da região. A reunião de fundação ocorreu na W2 Sul, Quadra 514, Bloco C, Loja 52, Sala 10.
Sua primeira competição foi a I Copa Arizona de Futebol Amador. Na competição, participaram 64 equipes do Distrito Federal. O clube conseguiu chegar às semifinais da fase do Distrito Federal, sendo derrotado para o Humaitá Esporte Clube, única equipe filiada a Federação Metropolitana de Futebol a disputar a competição. Antônio Esteves Teixeira era o presidente e Waltinho Ferrari, o vice-presidente da equipe.
Logo depois disputou o Departamento Autônomo da FMF de 1975. Participaram da competição, além do Campineira, A. D. HSU, ASMIT, ASMINTER, Brasal EC, Demabra, EC Juiz de Fora, Fibra e Wagner Refrigeração EC.
O clube teve uma boa campanha sendo vice-campeã no Torneio Início e campeã da Chave B, se classificando para a fase final. O ASMIT acabou sendo o vencedor, com o Wagner Refrigeração EC terminando em segundo.
Em 12 de setembro de 1975 o clube se filia a Federação Metropolitana de Futebol. Sua primeira competição foi o Torneio Incentivo, juntamente com Brasília EC e Humaitá EC. O clube acaba terminando a competição na última colocação.
Disputa o Campeonato Brasiliense em 1975 pela primeira e única vez. Com 13 jogadores cedidos pelo Unidos de Sobradinho Esporte Clube, o clube se sagrou o campeão ao derrotar o Clube dos Servidores da Universidade (CSU) por 2x0 no 1º de maio de 1976.[carece de fontes?]
Em 17 de fevereiro de 1976 o clube anunciou que não participaria do Campeonato Brasiliense daquele ano. Ao invés disso, disputa a Copa Arizona de Futebol Amador de 1976. A competição contava com mais de mil equipes. O Campineira foi campeão da chave Brasília, se classificando para a fase final em São Paulo. O clube chegou a final e foi derrotado pelo Esporte Clube Golfinho, de Guarulhos, na decisão.
Após isso, entre 1976 e 1977, disputou apenas competições juvenis e o Campeonato Regional de Sobradinho.
No dia 11 de março de 1978 aconteceu a Assembleia Geral Extraordinária que decidiu, por unanimidade, pela alteração da razão social de Campineira Futebol Clube para Sobradinho Esporte Clube, mantendo a data de fundação da Campineira. Antônio Esteves Teixeira e Waltinho Ferrari foram mantidos nos cargos.

### Sobradinho Esporte Clube
Com a profissionalização do futebol do Distrito Federal, o Campineira também se profissionalizou e passou a adotar o nome de Sobradinho Esporte Clube com data de (re)fundação o dia 1 de janeiro de 1975. O Estádio Olímpico de Sobradinho (Augustinho Lima), com capacidade para quinze mil torcedores, foi inaugurado em 13 de maio de 1978, num amistoso entre Sobradinho e Santos, vencido pelos visitantes pelo placar de 3 a 0, sendo o primeiro gol no novo estádio marcado por Aílton Lira.
O nome é uma referência ao Sobradinho Esporte Clube original, que disputou o Campeonato Brasiliense de 1961. Antes da profissionalização, o time, na condição de amador e com muitas dificuldades financeiras, oscilava nas poucas competições regionais que disputava, já que não contava com apoio.
O primeiro título do Sobradinho foi conquistado em 1 de dezembro de 1985, sendo o campeonato estadual daquele ano, contra uma das mais fortes equipes do Distrito Federal na época, o Taguatinga, em pleno Serejão, para um público aproximado de vinte mil torcedores, entre pagantes e não pagantes. O placar foi de 2 a 0 para o Leão da Serra, com gols de Artur e Toni, que foi o artilheiro do campeonato com 17 gols.

#### Botafogo Sobradinho Esporte Clube (1996-1997)
Em março de 1996 o clube passou a se chamar Botafogo Sobradinho Esporte Clube, em parceria com o Botafogo do Rio de Janeiro. O projeto de transformar o Sobradinho em sucursal do Botafogo surgiu de conversas entre o advogado Délio Cardoso e o presidente do Botafogo, Carlos Augusto Montenegro. Botafoguense, Délio acompanhou vários jogos do Campeonato Brasileiro de 1995, a convite da diretoria. Nas conversas, os dois tentaram entender as razões do pouco prestígio do futebol do Distrito Federal. "Chegamos à conclusão de que a capital é jovem que não tem uma cultura própria de futebol", afirmava Délio Cardoso. "A vantagem para nós é que podemos manter em atividade todos os jogadores do elenco, dar oportunidade aos que estão saindo dos juniores e ainda podemos garimpar novos talentos", diz Montenegro. A parceria rendeu ao Sobradinho a 3ª colocação nos campeonatos de 96 e 97. Após um pequeno período, o Sobradinho voltou a usar o seu nome original ainda em 1997.
O atacante Dimba foi o artilheiro do Campeonato Brasiliense de 1996 jogando pelo Sobradinho.

## Estrutura

### Estádios
| Nome            | Localização | Anos de Uso                    |
| --------------- | ----------- | ------------------------------ |
| Augustinho Lima | Sobradinho  | 1978–presente                  |
| Mané Garrincha  | Brasília    | 2013–presente (diversos jogos) |

Desde 1978 o clube manda as partidas no Estádio Augustinho Lima, que pertence a Administração Regional de Sobradinho. O estádio recebeu inicialmente o nome de Estádio Olímpico de Sobradinho e foi inaugurado em uma derrota do Sobradinho para o Santos Futebol Clube. O jogo de inauguração recebeu um público de 13.743 pessoas.
Passou a ter esse nome em homenagem ao jornalista Augustinho Pires de Lima, que faleceu em 25 de setembro de 1976, aos 23 anos, vítima de acidente automobilístico.

## Rivalidade

### Gama x Sobradinho
O jogo entre Gama e Sobradinho é um dos duelos mais antigos da capital federal. A primeira vez que se enfrentaram foi no dia 17 de setembro de 1978, no Bezerrão. Com um gol do zagueiro Manoel Silva, no final do jogo, o Gama venceu o Sobradinho por 1 x 0. O Gama ficou de 3 de junho de 1979 a 9 de junho de 1984 sem perder uma partida para o Sobradinho. Foram 19 jogos nesse período, com 12 vitórias do Gama e sete empates. A maior goleada registrada no duelo é de 7 x 0 a favor do Gama, no dia 21 de maio de 2000, em pleno Augustinho Lima, mando de campo do Sobradinho. O maior placar alcançado pelo Sobradinho sobre o Gama aconteceu em 26 de julho de 1992, também no Augustinho Lima. Vitória de 5 x 0.

## Títulos

#### Como Sobradinho
| DISTRITAIS | DISTRITAIS                          | DISTRITAIS | DISTRITAIS              |
|            | Competição                          | Títulos    | Temporadas              |
| ---------- | ----------------------------------- | ---------- | ----------------------- |
|            | Campeonato Brasiliense              | 4          | 1975, 1985, 1986 e 2018 |
|            | Campeonato Brasiliense - 2ª Divisão | 3          | 1960, 2003 e 2024       |

## Estatísticas

### Participações
|  | Participações em 2025 |

| Competição                | Competição             | Temporadas | Melhor campanha             | Estreia | Última | P | R |
| Distrito Federal (Brasil) | Campeonato Brasiliense | 34         | Campeão (1985, 1986 e 2018) | 1978    | 2025   |   | 2 |
| Distrito Federal (Brasil) | 2ª Divisão             | 5          | Campeão (2003 e 2024)       | 2003    | 2024   | 2 | 1 |
| Distrito Federal (Brasil) | 3ª Divisão             | 3          | 4º colocado (2008)          | 2007    | 2009   | – |   |
|                           | Copa Verde             | 1          | Oitavas de final (2019)     | 2019    | 2019   |   |   |
| Brasil                    | Campeonato Brasileiro  | 1          | 36º colocado (1986)         | 1986    | 1986   |   | – |
| Brasil                    | Série B                | 3          | 18º colocado (1985)         | 1985    | 1989   | – | – |
| Brasil                    | Série C                | 1          | 22º colocado (1996)         | 1996    | 1996   | – | – |
| Brasil                    | Série D                | 2          | 38º colocado (2012)         | 2012    | 2019   | – |   |
| Brasil                    | Copa do Brasil         | 2          | 1ª fase (2013 e 2019)       | 2013    | 2019   |   |   |

## Ranking da CBF
- Posição: 223º
- Pontuação: 66 pontos

Ranking criado pela Confederação Brasileira de Futebol que pontua todos os times do Brasil.